# Charlie Goes to Holiday
Charlie Goes to Holiday è il secondo album pubblicato da Charlie nel 1991. Ne venne tratto il singolo Giuseppe al quale partecipò come corista Stefano Belisari.

## Tracce
| Mi han' ciulato la macchina | 4:01 |
| Sarebbe ora                 | 4:25 |
| Peppio Caleppio             | 3:23 |
| Voglio Toccarti             | 5:16 |
| Giuseppe                    | 4:26 |
| Così Famoso                 | 3:42 |
| Tu Sei L'Amore              | 3:13 |
| Non Dirò Mai                | 3:36 |
| Anche Tua Figlia            | 4:14 |